# ノッツィンゲン
ノッツィンゲン (ドイツ語: Notzingen) は、ドイツ連邦共和国バーデン＝ヴュルテンベルク州シュトゥットガルト行政管区のエスリンゲン郡に属す町村（以下、本項では便宜上「町」と記述する）である。この町はシュトゥットガルト地方（1992年まではミッテレラー・ネッカー地方）およびシュトゥットガルト大都市圏に属す。

## 地理
「ボーデンバッハゲマインデ」とも呼ばれるノッツィンゲンは、エスリンゲン郡の東部、キルヒハイムとホーホドルフとの間の谷に位置している。この町は、州都シュトゥットガルトから 35 km、ウルムから 50 km に位置している。ノッツィンゲンはシュトゥットガルト地方に含まれる。
高度（海抜）
- 町役場（バッハ通り50番地）328.5 m
- 旧町役場（キルヒハイマー通り1番地）316.3 m
- ヴェリンガー・キルフレ 361.4 m
- 最高地点: ゲヴァント・ヘルラハ/トーベル 372.5 m
- 最低地点: 下水処理場 292.3 m

### 隣接する市町村
ノッツィンゲンは、北はホーホドルフ、北東はエーバースバッハ・アン・デア・フィルス、東はシュリアーバッハ、南はキルヒハイム・ウンター・テック、西はヴェルナウと境を接している。

### 自治体の構成
自治体ノッツィンゲンにはノッツィンゲンとヴェリンゲン地区および離れた集落ブルク・トゥムナウ、シュリヒンゲン、ミッテルシュリヒンゲンが属す。

### 土地利用
2020年現在のこの町の用途別土地面積および占有率は以下の通りである。
| 用途         | 面積 (ha) | 占有率 (%) |
| ------------ | --------- | ---------- |
| 住宅用地     | 62        | 8.1        |
| 商工業用地   | 9         | 1.2        |
| レジャー用地 | 3         | 0.4        |
| 交通用地     | 43        | 5.6        |
| 農業用地     | 468       | 60.8       |
| 森林         | 171       | 22.2       |
| 水域         | 2         | 0.3        |
| その他       | 12        | 1.6        |
| 合計         | 770       | 100.0      |

## 歴史

### 先史時代
ノッツィンゲン町内から新石器時代の出土品が発見されている。この他に長剣やアレマン人の列状墓地も見つかっている。

### 中世
ノッツィンゲンは1077年/1078年に初めて文献に記録されている。ハインリヒ4世王がアハルム伯リュートルトから当時の Notzingin を奪取した。これはリュートルトが対立王のルドルフ・フォン・ラインフェルデンを支援していたためであった。ただしこの Notzingin が間違いなくノッツィンゲン (Notzingen) であったと断定できるわけではなく、オルジンゲン＝ネンツィンゲン (Nenzingen) のことである可能性も否定できない。その近くにはベヒリンゲンという廃村も存在した。ノッツィンゲンに対する高権は、ツェーリンゲン家、後のテック公家が有した。ノッツィンゲンは14世紀にキルヒハイム・ウンター・テック市とともにヴュルテンベルク領となり、以後これに属した。
この町の礼拝堂は、1360年に初めて記録されている。

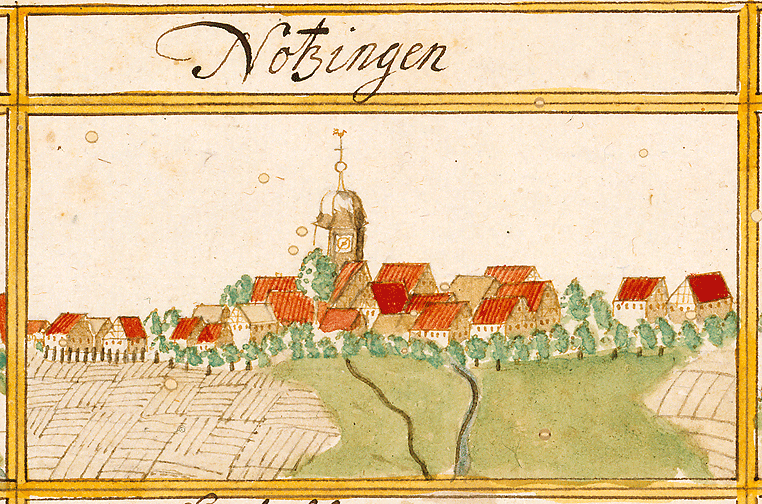
アンドレアス・キーザーによる1683年のノッツィンゲン

### 近世・近代
ヴュルテンベルク公ウルリヒは1534年に宗教改革を行い、ノッツィンゲンもそれに従った。礼拝堂は1620年頃に教会へと拡張された。1821年に独立した教会組織が設けられた。
1806年に建国されたヴュルテンベルク王国の行政組織の変革においてもノッツィンゲンは、アルトヴュルテンベルク時代に組み込まれたオーバーアムト・キルヒハイムに留まった。
ナチ時代の1934年にヴェリンゲンが合併し、1938年にこの町は新設されたニュルティンゲン郡に属すこととなった。
1945年から1952年までこの町は、1945年にアメリカ管理地区に設けられたヴュルテンベルク＝バーデン州に属した。この州は1952年にバーデン＝ヴュルテンベルク州となった。
1972年のキルヒハイム・ウンター・テックへの合併を問う住民投票では、70.5 % が反対票を投じた。これによりこの町は独立を守った。1973年の郡の再編以後ノッツィンゲンはエスリンゲン郡に属している。

## 住民

### 人口推移
- 1834年: 1,035人
- 1861年: 1,121人
- 1900年: 1,048人
- 1939年: 1,130人
- 1946年: 1,623人
- 1950年: 1,637人
- 1961年: 1,892人
- 1970年: 2,215人
- 1990年: 3,277人
- 1995年: 3,512人
- 2000年: 3,525人
- 2005年: 3,494人
- 2010年: 3,552人
- 2015年: 3,631人
- 2020年: 3,623人

出典: 1834年から1950年 - 1953年のニュルティンゲン郡住民台帳、1990年から2020年 - バーデン＝ヴュルテンベルク州統計局

### 宗教
約1,940人の福音主義信者のために福音主義教会ヤーコブス教会がある。約840人のカトリック信者はキルヒハイム・ウンター・テックの聖ウルリヒ教会区が管轄している。

## 行政

### 議会
ノッツィンゲンの町議会は14議席からなる。町議会は、これらの選出された名誉職の議員と議長を務める町長で構成される。町長は町議会において投票権を有している。

### 首長
- 1955年 - 1987年: ヘルムート・マイアー（無所属）
- 1987年 - 2011年: ヨーヘン・フロガウス（無所属）
- 2011年 - : スヴェン・ハウマッハー
  - ハウマッハーは、2011年7月10日の町長選挙第1回投票で 87.27 % の票を獲得して町長に選出された。2019年7月7日の選挙では対立候補がおらず、84.93 % の支持票を得て2期目の当選を果たした[6]。

### 紋章
図柄: 頂部は金地（黄色地）に横たわる黒い鹿の角。その下の主部は青地に上が開いた金のフック。その下に金色の大文字で NO。旗の色は黄 - 青（金 - 青）である。
上部の黒い鹿の角は、バーデン＝ヴュルテンベルク州への帰属を表している。その下のフックはキルヒハイム・ウンター・テック市の紋章の一部から採られた。

## 経済と社会資本

### 交通
この町は、連邦アウトバーン8号線（A8号線）のキルヒハイム・ウンター・テック・インターチェンジおよび連邦道10号線（B10号線）のプロヒンゲン/インターチェンジ、連邦道313号線（B313号線）からそれぞれ 4 km の距離にある。公共旅客近郊交通のバス2路線がこの町を通っている。これらの路線はシュトゥットガルト交通・運賃連合 (VVS) の統一料金で運行している。

### メディア
ノッツィンゲンでは週刊の「ゲマインデブレットレ」が刊行されている。

### 教育
ノッツィンゲンには基礎課程学校1校と幼稚園が3園ある。

## 文化と見所

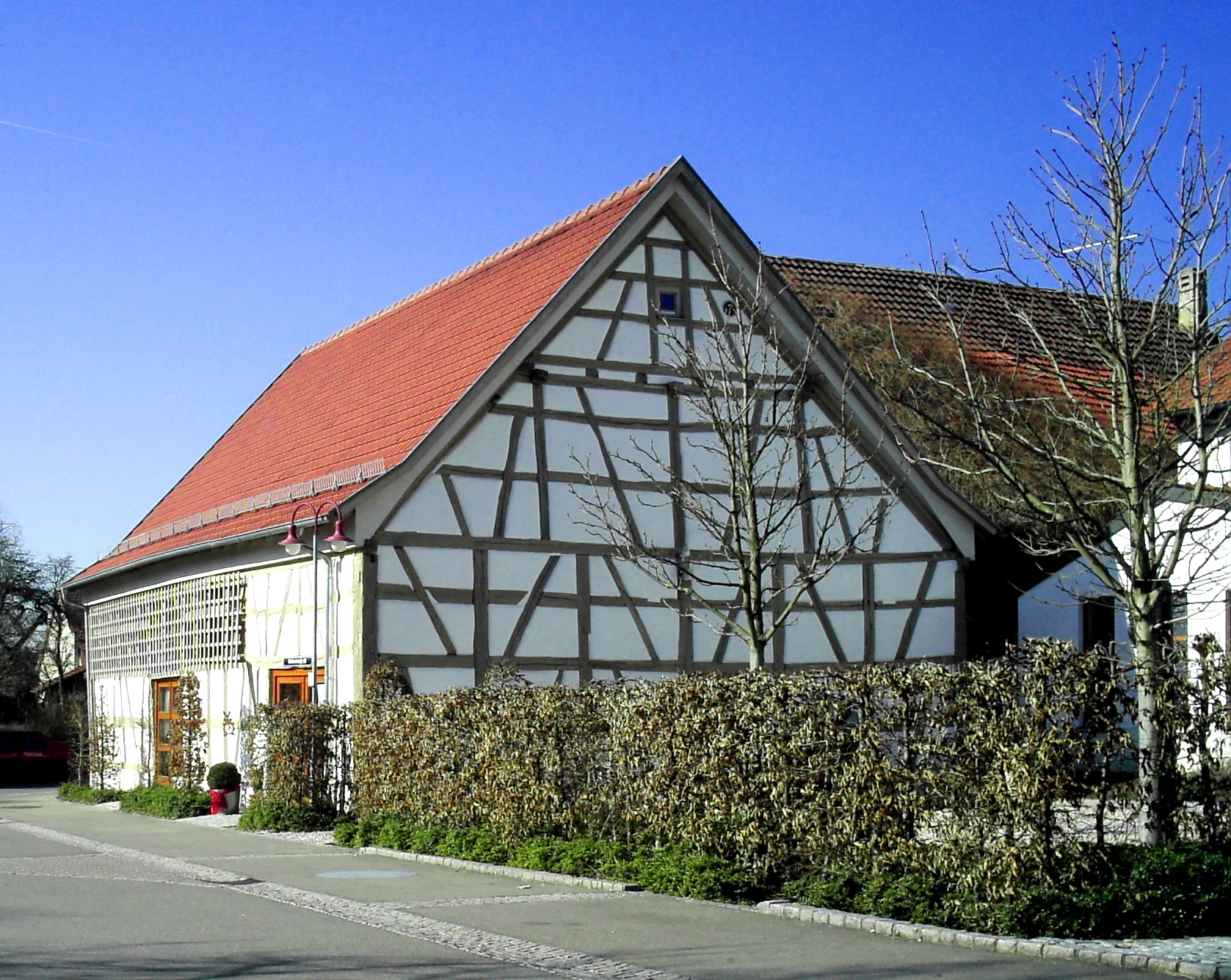
ワインの圧搾所

### 建築
世俗建築
- 旧学校兼町役場　1850年建造
- ワインの圧搾所　17世紀末建造

教会

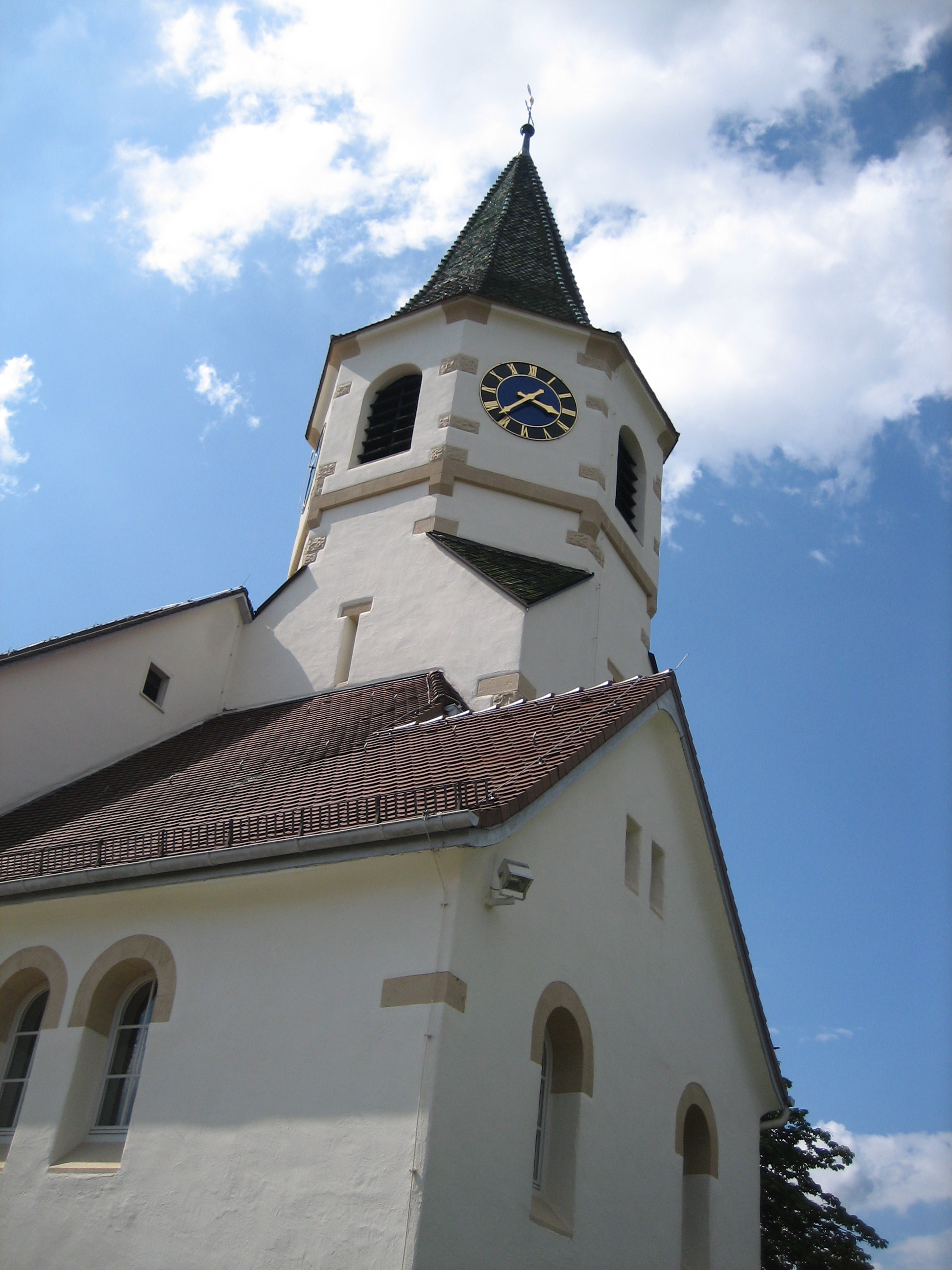
ヤーコブス教会

- ヤーコブス教会　古典主義様式のザールキルヒェ（ドイツ語版、英語版）
- ヴェリンガー教会

### 年中行事
- 音楽クラブのデッチャーフェスト: デッチャーフェストは毎年5月の土曜日と日曜日にケルター広場で開催される。名前は、ノッツィンゲンやヴェリンゲンの住民がパン焼き小屋で焼く焼き菓子「デッチャー」に由来する。
- クリスマスマーケット（第2アドヴェント）
- ブラウフトゥムフェライン・ゲジンデ・シュライヒンゲン e.V. のネリシャー・ビュルガーバル、ハレンファスネット、キンダーファシング（謝肉祭）
- ノッツィンガー・パノラマラウフ。毎年7月に TSV ノッツィンゲンのスキー＆ファンスポーツ部門の主催で開催される 2.86 km から 10 km のレース。2008年から障害者活動サークルが共同開催者として加わっている。

## 人物

### ゆかりの人物
- ハインリッヒ・エーバーバッハ（1895年 - 1992年）軍人。国防軍司令官。ノッツィンゲンに住み、ここで亡くなった。
- ヴェルナー・ニーファー（1928年 - 1993年）実業家。メルセデス・ベンツ取締役会長を務めた。ノッツィンゲンに住んだ。
- ヨハン・エトマイヤー（ドイツ語版、英語版）（1946年 - ）オーストリア人サッカー選手。ノッツィンゲン在住。

## 関連図書
- Rudolf Moser, ed (1842). “Gemeinde Notzingen”. Beschreibung des Oberamts Kirchheim. Die Württembergischen Oberamtsbeschreibungen 1824–1886. Band 16. Stuttgart / Tübingen: Cotta’sche Verlagsbuchhandlung. pp. 218–223
- Hans Schwenkel (1953). Heimatbuch des Kreises Nürtingen. Band 2. Würzburg. pp. 757–774
- Siegfried Bader (1977). Gemeinde Notzingen anläßlich der 900-Jahr-Feier 1977. ed. Notzinger Heimatbuch. Aus der Chronik von Notzingen und Wellingen. Kirchheim unter Teck: Gottlieb & Oßwald
- Alexander Demandt (2005). Die Kelten (5 ed.). München: C. H. Beck. ISBN 978-3-406-44798-3
- Landesarchiv Baden-Württemberg i. V. mit dem Landkreis Esslingen, ed (2009). Der Landkreis Esslingen, Band 2. Ostfildern: Jan Thorbecke Verlag. p. 259. ISBN 978-3-7995-0842-1